# ساختار خاک
ساختار خاک به چگونگی قرارگیری ذرات خاک و فضای خالی میان آن‌ها گفته می‌شود. این ویژگی با چگونگی قرارگیری توده‌های دانه‌های خاک و پیوستگی آن‌ها با یکدیگر ارتباط دارد که منجر به شکل‌گیری فضای خالی بین آن‌ها می‌شود. ساختمان خاک تأثیر مهمی در حرکت هوا و آب در خاک، فعالیت زیست‌شیمیایی، رشد ریشه گیاه و جوانه‌زدن آن دارد.